# Peterborough District Council
Koordinaten: 32° 58′ S, 138° 50′ O

Der District Council of Peterborough ist ein lokales Verwaltungsgebiet (LGA) im australischen Bundesstaat South Australia. Das Gebiet ist 3020 km² groß und hat etwa 1700 Einwohner (2016).
Peterborough liegt in der Northern Region etwa 220 Kilometer nördlich der Metropole Adelaide. Das Gebiet beinhaltet 22 Ortsteile und Ortschaften: Cavenagh, Dawson, Gumbowie, Hill Grange, Lancelot, McCoys Well, Methuen, Minvalara, Nackara, Nantabibbie, Oodlawirra, Paratoo, Parnaroo, Peecharra, Peterborough, Pitcairn, Sunnybrae, Thornton, Ucolta, White Well, Whyngoon und Yongala. Der Verwaltungssitz des Councils befindet sich in der Ortschaft Peterborough im Südosten der LGA.

## Verwaltung
Der Council von Peterborough hat acht Mitglieder, die sieben Councillor und der Vorsitzende und Mayor (Bürgermeister) des Councils werden von den Bewohnern der LGA gewählt. Peterborough ist nicht in Bezirke untergliedert.